# Coclé
Coclé is een provincie van Panama aan de zuidkust van het land. De hoofdstad is de stad Penonomé. De economische bedrijvigheid in Coclé bestaat voornamelijk uit landbouw met suikerriet en tomaten als belangrijkste gewassen. De provincie heeft ook een aantal stranden die de afgelopen jaren meer bij toeristen in trek zijn geraakt.
Coclé heeft 233.708 inwoners (2010) op een oppervlakte van 4.947 km².

## Districten
De provincie bestaat uit zes gemeenten (distrito); achter elk district de hoofdplaats (cabecera):
- Aguadulce (Aguadulce)
- Antón (Antón)
- La Pintada (La Pintada)
- Natá (Natá)
- Olá (Olá)
- Penonomé (Penonomé)

## Geschiedenis
Bij opgravingen in de provincie zijn resten ontdekt van een precolumbiaanse beschaving, de Coclécultuur.
Bocas del Toro · Chiriquí · Coclé · Colón · Darién · Herrera · Los Santos · Panamá · Panamá Oeste · Veraguas